# 892 (číslo)
Osm set devadesát dva je přirozené číslo. Římskými číslicemi se zapisuje DCCCXCII a řeckými číslicemi ωϟβʹ. Následuje po čísle osm set devadesát jedna a předchází číslu osm set devadesát tři.

## Matematika
892 je:
- Deficientní číslo
- Složené číslo
- Nešťastné číslo

## Astronomie
- (892) Seeligeria je planetka hlavního pásu, kterou v roce 1918 objevil Max Wolf

## Roky
- 892
- 892 př. n. l.